# Список сезонов женской НБЛ
Женская национальная баскетбольная лига (ЖНБЛ) была основана в 1981 году. В настоящее время в лиге выступает восемь команд, каждая из которых проводит по 21 игре в регулярном чемпионате. По окончании регулярного сезона четыре лучшие команды выходят в плей-офф, победители полуфиналов проходят в гранд-финал, чтобы определить чемпиона в одной единственной встрече. С 2016 года регламент турнира изменился, теперь игры плей-офф проходят в серии до двух побед одной из команд.
За всю историю ЖНБЛ каждая команда в регулярном сезоне проводила разное количество матчей (от 9 до 24) в зависимости от числа участвующих в турнире команд, которое постоянно менялось (от 8 до 13). По окончании регулярного чемпионата по 4 или 5 лучших команд выходили в плей-офф турнира. 27 раз клуб, который имел лучшую статистику побед и поражений в регулярке, становился чемпионом ЖНБЛ, из них в шести он уступал в полуфинале, но выигрывал в финале, в десяти случаях такие команды проигрывали в финале, а ещё в четырёх случаях они проигрывали в полуфинале.
Самым титулованным клубом женской НБЛ является «Канберра Кэпиталз» (девять титулов). На втором месте идёт клуб «Нанавадинг Спектрес» (шесть чемпионств), причём завоевал он их в самые короткие сроки, всего за семь лет (1983—1989), который с 1992 года выступает в Юго-Восточной Австралийской баскетбольной лиге (ЮВАБЛ). Пять титулов в активе команды «Аделаида Лайтнинг», которая в последний раз выигрывала чемпионат в далёком 2008 году. Главным же неудачником лиги является клуб «Сидней Юни Флэймз», который выходил в финал женской НБЛ тринадцать раз, проиграв из них в девяти, клуб «Мельбурн Бумерс» уступил в четырёх финалах из шести.

## Легенда к списку
| Команда (курсивом) | Команда, прекратившая своё существование или больше не выступающая в ЖНБЛ.           |
| Команда√           | Команда с рекордными показателями сезона (лучшее соотношение побед и поражений).     |
| Команда (X)        | Количество титулов и наград, выигранных той или иной командой, игроком или тренером. |

## Список
| Сезон   | Число команд | Чемпион                        | MVP сезона                                                      | Тренер года                                 | Прогрессивный игрок                                              | Лучший снайпер                                              | Лучший игрок обороны                    | MVP финала                                |
| ------- | ------------ | ------------------------------ | --------------------------------------------------------------- | ------------------------------------------- | ---------------------------------------------------------------- | ----------------------------------------------------------- | --------------------------------------- | ----------------------------------------- |
| 1981    | 9            | Сент-Килда Сейнтс              | —                                                               | —                                           | —                                                                | Джули Никел Норланга Тайгерс                                | —                                       | —                                         |
| 1982    | 10           | Сент-Килда Сейнтс (2)          | Карен Огден Сент-Килда Сейнтс                                   | —                                           | —                                                                | Карен Огден Сент-Килда Сейнтс                               | —                                       | —                                         |
| 1983    | 10           | Нанавадинг Спектрес            | Карен Огден (2) Сент-Килда Сейнтс Робин Мар Нанавадинг Спектрес | —                                           | —                                                                | Джули Никел (2) Норланга Тайгерс                            | —                                       | —                                         |
| 1984    | 11           | Нанавадинг Спектрес (2)        | Джули Никел Норланга Тайгерс                                    | —                                           | —                                                                | Джули Никел (3) Норланга Тайгерс                            | —                                       | —                                         |
| 1985    | 11           | Коберг Кугэрз                  | Кэти Фостер Норт-Аделаида Рокетс                                | —                                           | —                                                                | Джули Никел (4) Норланга Тайгерс                            | —                                       | Карин Маар Коберг Кугэрз                  |
| 1986    | 13           | Нанавадинг Спектрес√ (3)       | Кэти Фостер (2) Хобарт Айлендерс                                | —                                           | —                                                                | Карин Маар Коберг Кугэрз                                    | —                                       | Шелли Горман Нанавадинг Спектрес          |
| 1987    | 11           | Нанавадинг Спектрес√ (4)       | Робин Мар (2) Нанавадинг Спектрес                               | Том Мар Нанавадинг Спектрес                 | —                                                                | Кэти Фостер Хобарт Айлендерс                                | —                                       | Трейси Браунинг Нанавадинг Спектрес       |
| 1988    | 12           | Нанавадинг Спектрес√ (5)       | Джули Никел (2) Норланга Тайгерс                                | Робби Кэди Банкстаун Брюинз                 | Люсиль Хэмилтон Австралийский институт спорта                    | Джули Никел (5) Норланга Тайгерс                            | —                                       | Шелли Горман (2) Нанавадинг Спектрес      |
| 1989    | 12 (13)      | Нанавадинг Спектрес√ (6)       | Кэти Фостер (3) Хобарт Айлендерс                                | Марк Молитор Норт-Аделаида Рокетс           | Рене Феджент Австралийский институт спорта                       | Кэти Фостер (2) Хобарт Айлендерс                            | —                                       | Саманта Торнтон Нанавадинг Спектрес       |
| 1990    | 13           | Норт-Аделаида Рокетс√          | Дебби Слиммон Буллин Бумерс                                     | Дженни Чисман Австралийский институт спорта | Триша Фэллон Австралийский институт спорта                       | Дебби Слиммон Буллин Бумерс                                 | Карен Далтон Сидней Брюинз              | Донна Браун Норт-Аделаида Рокетс          |
| 1991    | 12           | Хобарт Айлендерс√              | Джоанн Меткалф Мельбурн Тайгерс                                 | Джерри Ли Канберра Кэпиталз                 | Мишель Броган Норланга Тайгерс                                   | Джоанн Меткалф Мельбурн Тайгерс                             | Ким Фоли Хобарт Айлендерс               | Робин Мар Хобарт Айлендерс                |
| 1992    | 11           | Перт Брейкерс√                 | Дебби Слиммон (2) Буллин Бумерс                                 | Том Мар (2) Перт Брейкерс                   | Эллисон Кук Мельбурн Тайгерс                                     | Джоди Мерфи Канберра Кэпиталз                               | Робин Мар Перт Брейкерс                 | Таня Фишер Перт Брейкерс                  |
| 1993    | 10           | Сидней Флэймз√                 | Эллисон Кук Мельбурн Тайгерс                                    | Джен Стирлинг Аделаида Лайтнинг             | Эллисон Кук (2) Мельбурн Тайгерс                                 | Саманта Торнтон Данденонг Рейнджерс                         | Карен Далтон (2) Сидней Флэймз          | Энни Бёрджесс Сидней Флэймз               |
| 1994    | 10           | Аделаида Лайтнинг√             | Шелли Горман Сидней Флэймз                                      | Рэй Томлинсон Мельбурн Тайгерс              | Марианна Дифранческо Мельбурн Тайгерс                            | Сэнди Бронделло Брисбен Блэйзерс Шелли Горман Сидней Флэймз | Робин Мар (2) Сидней Флэймз             | Рэйчел Спорн Аделаида Лайтнинг            |
| 1995    | 10           | Аделаида Лайтнинг√ (2)         | Сэнди Бронделло Брисбен Блэйзерс                                | Гай Моллой Перт Брейкерс                    | Чика Эмеаги Австралийский институт спорта                        | Сэнди Бронделло (2) Брисбен Блэйзерс                        | Талли Бевилаква Перт Брейкерс           | Рэйчел Спорн (2) Аделаида Лайтнинг        |
| 1996    | 10           | Аделаида Лайтнинг (3)          | Рэйчел Спорн Аделаида Лайтнинг                                  | Лори Чизик Буллин Бумерс                    | Джессика Бибби Данденонг Рейнджерс                               | Джина Стивенс Перт Брейкерс                                 | Талли Бевилаква (2) Перт Брейкерс       | Мишель Гриффитс Аделаида Лайтнинг         |
| 1997    | 9            | Сидней Флэймз√ (2)             | Рэйчел Спорн (2) Аделаида Лайтнинг                              | Билл Томлинсон Сидней Флэймз                | Лорен Джексон Австралийский институт спорта                      | Рэйчел Спорн Аделаида Лайтнинг                              | Талли Бевилаква (3) Перт Брейкерс       | Триша Фэллон Сидней Флэймз                |
| 1998    | 9            | Аделаида Лайтнинг√ (4)         | Мишель Гриффитс Сидней Флэймз                                   | Фил Браун Австралийский институт спорта     | Андреа Картледж Мельбурн Тайгерс                                 | Эллисон Кук Буллин Бумерс                                   | Эмили Макинерни Мельбурн Тайгерс        | Джо Хилл Аделаида Лайтнинг                |
| 1998/99 | 8            | Австралийский институт спорта√ | Лорен Джексон Австралийский институт спорта                     | Фил Браун (2) Австралийский институт спорта | Кейтлин Райан Данденонг Рейнджерс                                | Лорен Джексон Австралийский институт спорта                 | Эмили Макинерни (2) Мельбурн Тайгерс    | Кристен Вил Австралийский институт спорта |
| 1999/00 | 8            | Канберра Кэпиталз√             | Лорен Джексон (2) Канберра Кэпиталз Триша Фэллон Сидней Флэймз  | Марк Райт Данденонг Рейнджерс               | Шелли Хаммондс Австралийский институт спорта                     | Триша Фэллон Сидней Флэймз                                  | Талли Бевилаква (4) Перт Брейкерс       | Кристен Вил (2) Канберра Кэпиталз         |
| 2000/01 | 8            | Сидней Пантерс (3)             | Пенни Тейлор Данденонг Рейнджерс                                | Марк Райт (2) Данденонг Рейнджерс           | Лора Саммертон Австралийский институт спорта                     | Пенни Тейлор Данденонг Рейнджерс                            | Эмили Макинерни (3) Данденонг Рейнджерс | Энни Бёрджесс (2) Сидней Пантерс          |
| 2001/02 | 8            | Канберра Кэпиталз (2)          | Пенни Тейлор (2) Данденонг Рейнджерс                            | Карен Далтон Сидней Пантерс                 | Элисон Дауни Данденонг Рейнджерс Камала Ламшед Аделаида Лайтнинг | Пенни Тейлор (2) Данденонг Рейнджерс                        | Эмили Макинерни (4) Данденонг Рейнджерс | Лорен Джексон Канберра Кэпиталз           |
| 2002/03 | 8            | Канберра Кэпиталз√ (3)         | Лорен Джексон (3) Канберра Кэпиталз                             | Дэвид Херберт Таунсвилл Файр                | Келли Уилсон Австралийский институт спорта                       | Лорен Джексон (2) Канберра Кэпиталз                         | Натали Портер Таунсвилл Файр            | Лорен Джексон (2) Канберра Кэпиталз       |
| 2003/04 | 8            | Данденонг Рейнджерс√           | Лорен Джексон (4) Канберра Кэпиталз                             | Гэри Фокс Данденонг Рейнджерс               | Кэтлин Маклауд Австралийский институт спорта                     | Лорен Джексон (3) Канберра Кэпиталз                         | Эмили Макинерни (5) Данденонг Рейнджерс | Эмили Макинерни Данденонг Рейнджерс       |
| 2004/05 | 8            | Данденонг Рейнджерс√ (2)       | Катрина Хибберт Буллин Бумерс                                   | Шерил Чемберс Буллин Бумерс                 | Рене Камино Австралийский институт спорта                        | Белинда Снелл Сидней Юни Флэймз                             | Эмили Макинерни (6) Данденонг Рейнджерс | Джасинта Хэмилтон Данденонг Рейнджерс     |
| 2005/06 | 8            | Канберра Кэпиталз (4)          | Катрина Хибберт (2) Буллин Бумерс                               | Гэри Фокс (2) Данденонг Рейнджерс           | Эбби Бишоп Австралийский институт спорта                         | Деанна Смит Перт Линкс                                      | Эмили Макинерни (7) Данденонг Рейнджерс | Лорен Джексон (3) Канберра Кэпиталз       |
| 2006/07 | 8            | Канберра Кэпиталз (5)          | Холли Грима Буллин Бумерс                                       | Кэрри Граф Канберра Кэпиталз                | Кайла Фрэнсис Австралийский институт спорта                      | Холли Грима Буллин Бумерс                                   | Эмили Макинерни (8) Данденонг Рейнджерс | Трейси Битти Канберра Кэпиталз            |
| 2007/08 | 10           | Аделаида Лайтнинг√ (5)         | Натали Портер Сидней Юни Флэймз                                 | Кэрри Граф (2) Канберра Кэпиталз            | Николь Хант Австралийский институт спорта                        | Натали Портер Сидней Юни Флэймз                             | Эмили Макинерни (9) Данденонг Рейнджерс | Рене Камино Аделаида Лайтнинг             |
| 2008/09 | 10           | Канберра Кэпиталз√ (6)         | Рохани Кокс Таунсвилл Файр                                      | Шерил Чемберс (2) Буллин Бумерс             | Сара Грэм Логан Тандер                                           | Рохани Кокс Таунсвилл Файр                                  | Алисия Пото Сидней Юни Флэймз           | Натали Хёрст Канберра Кэпиталз            |
| 2009/10 | 10           | Канберра Кэпиталз (7)          | Кристи Харроуэр Бендиго Спирит                                  | Том Мар (3) Буллин Бумерс                   | Тайла Робертс Австралийский институт спорта                      | Сьюзи Баткович Сидней Юни Флэймз                            | Рейчел Флэнаган Таунсвилл Файр          | Лорен Джексон (4) Канберра Кэпиталз       |
| 2010/11 | 10           | Буллин Бумерс√                 | Лиз Кэмбидж Буллин Бумерс                                       | Том Мар (4) Буллин Бумерс                   | Гретель Типпетт Логан Тандер                                     | Лиз Кэмбидж Буллин Бумерс                                   | Рейчел Флэнаган (2) Таунсвилл Файр      | Шарин Милнер Буллин Бумерс                |
| 2011/12 | 10           | Данденонг Рейнджерс (3)        | Сьюзи Баткович Аделаида Лайтнинг                                | Питер Бакл Аделаида Лайтнинг                | Карли Мийович Австралийский институт спорта                      | Сьюзи Баткович (2) Аделаида Лайтнинг                        | Алисия Пото (2) Сидней Юни Флэймз       | Кэтлин Маклауд Данденонг Рейнджерс        |
| 2012/13 | 9            | Бендиго Спирит√                | Сьюзи Баткович (2) Аделаида Лайтнинг                            | Берни Харроуэр Бендиго Спирит               | Стефани Толбот Аделаида Лайтнинг                                 | Сьюзи Баткович (3) Аделаида Лайтнинг                        | Кристи Харроуэр Бендиго Спирит          | Келси Гриффин Бендиго Спирит              |
| 2013/14 | 9            | Бендиго Спирит√ (2)            | Сьюзи Баткович (3) Таунсвилл Файр                               | Гай Моллой (2) Мельбурн Бумерс              | Алекс Уилсон Таунсвилл Файр                                      | Дженна О’Хей Данденонг Рейнджерс                            | Ребекка Аллен Мельбурн Бумерс           | Келси Гриффин (2) Бендиго Спирит          |
| 2014/15 | 8            | Таунсвилл Файр√                | Эбби Бишоп Канберра Кэпиталз                                    | Шеннон Сибом Сидней Юни Флэймз              | Лорен Шерф Данденонг Рейнджерс                                   | Эбби Бишоп Канберра Кэпиталз                                | Келси Гриффин Бендиго Спирит            | Миа Ньюли Таунсвилл Файр                  |
| 2015/16 | 9            | Таунсвилл Файр√ (2)            | Сьюзи Баткович (4) Таунсвилл Файр                               | Энди Стюарт Перт Линкс                      | Алекс Сиабаттони Аделаида Лайтнинг                               | Сьюзи Баткович (4) Таунсвилл Файр                           | Стефани Камминг Данденонг Рейнджерс     | Микаэла Кокс Таунсвилл Файр               |
| 2016/17 | 8            | Сидней Юни Флэймз√ (4)         | Сьюзи Баткович (5) Таунсвилл Файр                               | Шерил Чемберс (3) Сидней Юни Флэймз         | Моник Конти Мельбурн Бумерс                                      | Сэми Уиткомб Перт Линкс                                     | Марианна Толо Канберра Кэпиталз         | Лейлани Митчелл Сидней Юни Флэймз         |
| 2017/18 | 8            | Таунсвилл Файр (3)             | Сьюзи Баткович (6) Таунсвилл Файр                               | Энди Стюарт (2) Перт Линкс                  | Эзи Магбигор Канберра Кэпиталз                                   | Лиз Кэмбидж (2) Мельбурн Бумерс                             | Кайла Педерсен Данденонг Рейнджерс      | Сьюзи Баткович Таунсвилл Файр             |
| 2018/19 | 8            | Канберра Кэпиталз√ (8)         | Келси Гриффин Канберра Кэпиталз                                 | Крис Лукас Аделаида Лайтнинг                | Жасмин Шелли Мельбурн Бумерс                                     | Эйжа Тейлор Перт Линкс                                      | Лорен Николсон Аделаида Лайтнинг        | Келси Гриффин (3) Канберра Кэпиталз       |
| 2019/20 | 8            | Канберра Кэпиталз (9)          | Киа Нерс Канберра Кэпиталз                                      | Пол Горисс Канберра Кэпиталз                | Эзи Магбигор (2) Мельбурн Бумерс                                 | Киа Нерс Канберра Кэпиталз                                  | Мерседес Расселл Саутсайд Флайерз       | Оливия Эпупа Канберра Кэпиталз            |
| 2020    | 8            | Саутсайд Флайерз√ (4)          | Стефани Толбот Аделаида Лайтнинг                                | Шеннон Сибом (2) Таунсвилл Файр             | Шайла Хил Таунсвилл Файр                                         | Лиз Кэмбидж (3) Саутсайд Флайерз                            | Стефани Толбот Аделаида Лайтнинг        | Лейлани Митчелл (2) Саутсайд Флайерз      |
| 2021/22 | 8            | Мельбурн Бумерс√ (2)           | Аннели Мейли Бендиго Спирит                                     | Райан Петрик Перт Линкс                     | Эзи Магбигор (3) Мельбурн Бумерс                                 | Аннели Мейли Бендиго Спирит                                 | Бриттни Сайкс Канберра Кэпиталз         | Линдсей Аллен Мельбурн Бумерс             |
| 2022/23 | 8            | Таунсвилл Файр√ (4)            | Кайла Джордж Мельбурн Бумерс                                    | Шеннон Сибом (3) Таунсвилл Файр             | Изобель Борлейс Аделаида Лайтнинг                                | Тиффани Митчелл Мельбурн Бумерс                             | Стефани Толбот (2) Аделаида Лайтнинг    | Тианна Хокинс Таунсвилл Файр              |
| 2023/24 | 8            | Саутсайд Флайерз (5)           | Джордин Кэнада Мельбурн Бумерс                                  | Шеннон Сибом (4) Таунсвилл Файр             | Александра Шарп Канберра Кэпиталз                                | Эйри Макдональд Перт Линкс                                  | Лорен Николсон Сидней Флэймз            | Мерседес Расселл Саутсайд Флайерз         |
| 2024/25 | 8            | Бендиго Спирит√ (3)            | Сэми Уиткомб Бендиго Спирит                                     | Шеннон Сибом (5) Таунсвилл Файр             | Эбби Эллис Таунсвилл Файр                                        | Сэми Уиткомб (2) Бендиго Спирит                             | Лорен Кокс Таунсвилл Файр               | Сэми Уиткомб Бендиго Спирит               |